# Dajr al-Barsza
Dajr al-Barsza – miejscowość w Egipcie, w muhafazie Al-Minja. W 2006 roku liczyła 14 296 mieszkańców. Zamieszkana jest w większości przez chrześcijańskich Koptów.